# 凯·塞纳特
凯·卡洛·塞纳特三世（Kai Carlo Cenat III，2001年12月16日—）是一位美国直播主和YouTuber，他主要在Twitch上直播，並且在YouTube上发布搞笑視頻。

## 早年生活
塞纳特有三个兄弟姐妹。
塞纳特中學就讀於弗雷德里克·道格拉斯学院。2019年，他從高中毕业，然后于2019年8月27日进入纽约州立大学莫里斯维尔分校学习工商管理。2020年，塞纳特從學校退学。

## 职业
2018年1月13日，塞纳特上传了他的第一个YouTube视频。2021年2 月，塞纳特转戰Twitch，並在Twitch上開啟遊戲直播。
2022年12月，他獲評第12届Streamy Awards年度主播。
2023年4月17日，塞纳特在Twitch上被暂时禁言，原因未知，不過後來其禁言被解除。

## 争议

### 强奸争议
2023年1月5日，TikToker乔维·佩纳（Jovi Pena）指控塞纳特在其主办的除夕派对上涉嫌强奸她。

### 联合广场骚乱
2023年8月4日，塞纳特与Twitch主播Fanum在联合广场举行了PlayStation 5和禮品卡赠送活动。他的一千多名粉絲出席了这次活动，而且還有一大群人涌向了该地区的一家百思买。纽约市警察局出動大批警力前往現場維持秩序。最終塞纳特因被指煽动内乱而被纽约市警察局逮捕；警方还逮捕了其他数十人。